# Нефтекамск
Нефтекамск (на башкирски: Нефтекама) е град в автономна република Башкирия, Русия. Населението му към 1 януари 2018 година е 127 821 души.